# Kurovskoj
Kurovskoj (ruski:Куровско́й) je naselje gradskog tipa u Dzeržinskom rajonu u Kaluškoj oblasti u Rusiji. 

## Zemljopisni položaj
Nalazi se 12 km od željezničke postaje Vorotynsk (ruski: Воротынск), na pruzi Moskva-Brjansk, 26 km zapadno od Kaluge.

## Gospodarstvo
Od značajnijih gospodarskih grana i subjekata u Kurovskoju, valja navesti vađenja ugljena, tvornicu željeznobetonskih proizvoda, kombinat građevinskih materijala.

## Stanovništvo
U Kurovskoju živi 3,7 tisuća stanovnika, prema procjeni iz 2005. godine.